# Бектеши, Крешник
Крешник Бектеши (макед. Крешник Бектеши; 1985, Кичево, Северная Македония) — политический и государственный деятель Северной Македонии. Министр экономики Северной Македонии с 1 июня 2017 года.
Албанского происхождения. Член Демократического союза за интеграцию.
Бектеши имеет степень магистра предпринимательства и менеджмента Шеффилдского университета в Салониках. Работал в Агентстве по иностранным инвестициям и продвижению экспорта Республики Македония. Затем экономическим промоутером в Бельгии с апреля 2011 по июль 2016 года, позже экономическим промоутером в Швейцарии с июля 2016 по январь 2017 года. 
Владеет английским, албанским, турецким и македонским языками.